# Гаши (племе)
Гаши је албанско презиме и назив за племе сјеверне Албаније и Косова и Метохије.
Област Тропоја је историјски крај овог племена. По предању су дошли из српског брђанског племена Васојевићи. Прије језичког, народног и вјерског конвертитства су били православни хришћани. Иван Јастребов наводи податке да им је крсна слава свети Јован Крститељ (7. јануара), да имају 550 кућа и да су настањени у планинама. Главно село им је Шипшај, Штипшај. Додавши куће истоплеменика расијаних у Ријечкој нахији — до 100 кућа, Гашана има укупно 650 кућа. У манастирској архиви Дечана на турском одјељењу има много бујурудлија разних паша којима је забрањивано свима и свакоме да чине зулум и насиље. Бујурудлија Махмуд паше Беговића, скадарског начелника, из 1786. г. и друга Тахир паше пећког из 1779. г. строго осуђују мијешање арнаутског племена Гаши у бирање манастирског војводе (каваса) и налаже ослобађање монаха од штете која им се наноси прехрањивањем незваних гостију. При избору новог каваса, поарбанашена племена су се отимала да буду манастирски каваси. С једне стране су сматрали чашћу бити чувар и заштитник манастира, а са друге, имају у виду лијепу плату и корист за своје рођаке. Јастребов разликује Арнауте и арнауташе које сматра отпадницима од православне вјере и српске народности. О блискости тзв. арнауташа са овим манастиром је писао и српски патријарх Гарвило Дожић: Манастир је 1903. године захватио пожар и све би изгорило да у помоћ нису притекли Арнаути. Манастир су свагда доживљавали као неки свој понос. 